# Gonioctena decaspilota
Gonioctena decaspilota es una especie de insecto coleóptero de la familia Chrysomelidae.
Fue descrita científicamente en 1924 por Achard.